# Herb gminy Grabów nad Pilicą
Herb gminy Grabów nad Pilicą – jeden z symboli gminy Grabów nad Pilicą, ustanowiony 26 stycznia 2008.

## Wygląd i symbolika
Herb przedstawia na tarczy koloru zielonego, symbolizującego rolniczy i leśny charakter gminy, złoty grab (nawiązujący do nazwy gminy), a pod nim srebrną linię falistą (Pilicę). Jest to tzw. herb mówiący.